# Santa Mónica, Veracruz
Santa Mónica är en ort i Mexiko.   Den ligger i kommunen Tantoyuca och delstaten Veracruz, i den sydöstra delen av landet, 220 km norr om huvudstaden Mexico City. Santa Mónica ligger 129 meter över havet och antalet invånare är 228.
Terrängen runt Santa Mónica är platt. Runt Santa Mónica är det ganska tätbefolkat, med 72 invånare per kvadratkilometer. Närmaste större samhälle är Tantoyuca, 13,0 km öster om Santa Mónica. Trakten runt Santa Mónica består till största delen av jordbruksmark.